# 俄鄧·殷艾
俄鄧·殷艾（Eteng Ingay，1965年2月24日—），台灣原住民牧師、政治人物。阿美族人，民主進步黨籍。曾擔任高雄市政府原住民事務委員會主任委員、高雄市議員等職務。

## 生平
俄鄧·殷艾曾為台灣基督長老教會美港教會牧師。2004年7月，獲民進黨徵召參選高雄市議員補選，最後在原住民選區打敗基層經營許久的泛藍原住民候選人，獲得567票當選，成為高雄市首位民進黨籍原住民市議員，也是全國首位民進黨籍原住民市議員。也是第一位原住民運動出身的市議員當選人。並任高雄市議會建設委員會召集人。
2006年，俄鄧·殷艾再獲民進黨提名參選第七屆市議員原住民選區。最終以1336票、40.18%得票率敗給國民黨林國權的1506票、45.29%得票率，連任失敗。
落選後，俄鄧·殷艾於2006年12月出任高雄市原民會主委。
高雄縣市合併升格後，俄鄧·殷艾於2010年8月獲民進黨徵召參加首屆大高雄市議員選舉，參選高雄市第十二選舉區（平地原住民選區，應選一席），獲得1,876票（47.19%得票率）當選議員，擊敗國民黨提名的原高雄縣議員詹金福（1135票、28.55%）、軍職退伍的王義雄（964票、24.25%）；12月25日就任。
2014年，俄鄧·殷艾獲民進黨提名參選第二屆高雄市議員選舉，參選高雄市第十二選舉區（平地原住民選區，應選一席），獲得2,590票、59.92%得票率，擊敗國民黨的王義雄，成功連任議員。
2018年8月7日，俄鄧·殷艾因與高雄市議員唐惠美、柯路加遭控詐領高雄市議會「國內經建考察費」，被臺灣高雄地方法院以《貪污治罪條例》「公務員利用職務詐取財物罪」判處有期徒刑3年8個月、褫奪公權3年並追繳犯罪所得，可上訴。